# Brylho
Brylho foi uma banda brasileira de soul/funk formada em 1982.

## Histórico
A banda foi formada em 1978 como Brilho da Cidade, e era formada por Arnaldo Brandão, Cláudio Zoli, Paulo Zdanowski, Robério Rafael, Bolão e Ricardo Cristaldi.
A banda é considerada one hit wonder e seu único sucesso "Noite do Prazer", do álbum de estreia de 1983 intitulado Brylho, possui o trecho "Tocando BB King sem parar" que era entendido pelo público como "Trocando de biquíni sem parar".

A banda foi encerrada em 1985. Arnaldo Brandão fundou a Hanói-Hanói, Cláudio Zoli seguiu carreira solo, Paulo Zdanowski formou a Banda SoulRio, Robério Rafael mora em Unamar, onde foi acometido de um AVC que o impossibilitou a continuidade da execução de seu instrumento.